# Robert Barbour
Robert East. Barbour (Cleveland, 23 september 1927) is een Amerikaanse diplomaat. Hij was van 1984 tot 1987 ambassadeur in Suriname.

## Biografie
Howland studeerde in 1949 af met een bachelorgraad aan de universiteit van Tennessee en trad in 1949 in dienst van het ministerie van Buitenlandse Zaken. Tijdens zijn carrière volgde hij studies aan de George Washington-universiteit, de universiteit van Georgetown en de Johns Hopkins-universiteit.
Hij diende op diplomatieke posten in Basra (Irak), Huế en Saigon (Vietnam), Parijs (Frankrijk) en Madrid (Spanje) en werkte op internationaal politieke kantoren in Rome en London en meermaals op het gebied van West-Europese zaken, waaronder als directeur en plaatsvervangend secretaris, medio jaren 1970.
Hij werd op 27 september 1984 benoemd tot ambassadeur van Suriname en overhandigde zijn geloofsbrieven op 25 oktober 1984. Hij bleef aan in deze functie tot 23 oktober 1987.